# 细肋细喙藓
细肋细喙藓（学名：Rhynchostegiella leptoneura）为青藓科细喙藓属下的一个种。